# Samora Machel
Samora Moisés Machel (Madragoa, 29 settembre 1933 – Mbuzini, 19 ottobre 1986) è stato un politico, rivoluzionario e militare mozambicano, fu un leader del movimento socialista Fronte di Liberazione del Mozambico (FRELIMO) e 1º presidente del Mozambico indipendente. Rimase in carica dal 1975 fino alla propria morte, causata da un incidente aereo le cui cause sono tutt'oggi controverse. Gli succedette Joaquim Chissano, anch'egli membro del FRELIMO.

## Biografia

### Origini
Machel nacque nel villaggio di Chilembene, in una famiglia povera di contadini. I suoi genitori furono costretti dai portoghesi colonialisti a coltivare cotone, e soffrirono a lungo la fame. Pur passando gran parte del suo tempo a lavorare nei campi, il giovane Machel riuscì a frequentare una scuola cattolica e in seguito studiò per diventare infermiere, riuscendo a trovare un impiego in un ospedale. Negli anni cinquanta, il terreno della sua famiglia fu confiscato e ceduto a coloni portoghesi; per sbarcare il lunario, i suoi dovettero andare a lavorare nelle miniere del Sudafrica, dove il fratello di Samora perse la vita in un incidente.

### L'ingresso nel FRELIMO
Machel fu attratto dal marxismo e iniziò la propria attività politica in ospedale, protestando per la diversa retribuzione degli infermieri bianchi e neri e per il modo in cui i neri poveri mozambicani venivano curati. In seguito avrebbe dichiarato a un reporter: "al cane di un uomo ricco vengono dispensati più vaccini, medicine e cure mediche che agli operai dal cui lavoro deriva il benessere dell'uomo ricco". Nel 1962 Machel entrò nel Fronte di Liberazione del Mozambico (FRELIMO), un'organizzazione politico-militare di matrice indipendentista e socialista. Nel 1963 fu addestrato militarmente e nel 1964 guidò la prima azione di guerriglia del FRELIMO contro i portoghesi. Nel 1970 era già comandante in capo dell'esercito del FRELIMO. Il suo principale obiettivo, dichiarò, era "capire come trasformare la lotta armata in una rivoluzione" e "creare una nuova mentalità su cui costruire una nuova società".

### Indipendenza
L'azione del FRELIMO indebolì progressivamente il potere coloniale e, dopo il colpo di Stato in Portogallo del 1974, i portoghesi lasciarono il Mozambico. Il governo rivoluzionario di Machel prese il potere e Machel divenne il primo presidente del Mozambico il 25 giugno 1975. L'azione politica di Machel fu subito apertamente marxista; le piantagioni furono nazionalizzate e vennero costruite scuole e ospedali per i contadini. Convinto internazionalista, Machel sostenne le forze rivoluzionarie che operavano in Rhodesia (odierno Zimbabwe) e Sudafrica. I governi bianchi di questi paesi risposero sostenendo un movimento di ribelli mozambicani chiamato RENAMO, che causò gravi danni al paese distruggendo scuole, ospedali, linee ferroviarie e centrali idroelettriche. L'economia del Mozambico, messa a dura prova dai conflitti interni, divenne sempre più dipendente dal sostegno dell'Unione Sovietica. Nonostante questa situazione di crisi, Machel non perse il favore della popolazione, anche a causa delle atrocità commesse sovente dai guerriglieri della RENAMO ai danni della popolazione civile. Nel 1977 gli venne conferito il Premio Lenin per la pace.

### L'incidente

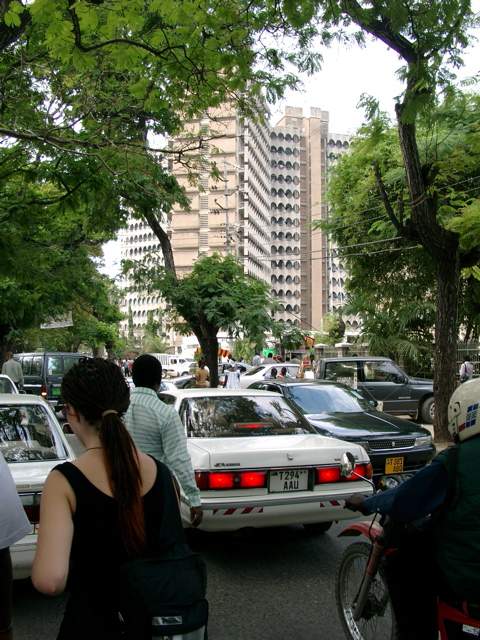
La Samora Machel Avenue, a Dar es Salaam, Tanzania

Il 19 ottobre 1986 Samora Machel fu coinvolto in un incidente aereo mentre rimpatriava da un meeting internazionale tenutosi in Zambia. Il velivolo su cui si trovava (un Tupolev Tu-134 di fabbricazione sovietica) precipitò nei pressi del confine fra Mozambico, Swaziland e Sudafrica, sui monti Lebombo. Ci furono solo nove sopravvissuti; Machel e altre 24 persone (inclusi membri del governo) morirono. Diverse fonti sollevarono il sospetto che il regime del Sudafrica fosse coinvolto, ma le indagini (condotte congiuntamente da Sudafrica, Mozambico, l'Organizzazione internazionale dell'aviazione civile e l'Unione Sovietica) non giunsero mai a una prova conclusiva in merito, e solo la delegazione sovietica sostenne apertamente il coinvolgimento del Sudafrica. Il governo di Nelson Mandela, all'indomani della caduta del regime bianco dell'apartheid, riaprì le indagini nel contesto dei lavori della Commissione per la verità e la riconciliazione: anche in questo caso la questione non fu risolta. La vedova di Machel, Graça Machel, sta ancora portando avanti le ricerche (nel 1998, Graça Machel ha sposato Mandela, diventando first lady del Sudafrica dopo esserlo stata del Mozambico).

## Rapporti internazionali
Come per Oliver Tambo, l'Italia ha stabilito con Samora Machel un forte legame, soprattutto negli anni settanta con la città di Reggio Emilia. In occasione della prima "Conferenza nazionale per la solidarietà contro il colonialismo e l'imperialismo per la libertà e l'indipendenza del Mozambico, Angola e Guinea-Bissau", tenutasi il 24 e 25 marzo 1973 proprio a Reggio Emilia, Machel presenziò in veste di Presidente del FRELIMO. Quando Reggio Emilia inviò la prima nave della solidarietà "Amanda", Machel l'accolse con gratitudine al porto di Maputo, nel giugno del 1980. In tale occasione, disse:«La solidarietà non è un atto di carità. È cooperazione, è aiuto reciproco fra popoli che lottano per il medesimo obiettivo. Questa nave porta la pace, porta la solidarietà di tutto il popolo italiano per tutti i popoli.» Tornò in visita ufficiale nella stessa città emiliana nel 1981 come Presidente del Mozambico indipendente. Il 26 aprile 2015 gli è stato intitolato un Parco del Capoluogo Reggiano.